# Affendy Akup
Affendy Haji Akup (ur. 16 lutego 1985) – brunejski piłkarz występujący na pozycji pomocnika, reprezentant Brunei.

## Kariera klubowa
Akup karierę klubową rozpoczął w 2005 roku w rodzimym klubie DPMM FC Jerudong, w którym grał przez dwa sezony. Następnie przeniósł się do ABDB Tutong, w którym gra do dzisiaj (26 lipca 2012).

## Kariera reprezentacyjna
Akup grał w reprezentacji w 2008 roku. Wystąpił w trzech oficjalnych meczach, nie strzelając ani jednej bramki.